# ジョン・スタッフォード＝ハワード (第4代スタッフォード伯爵)
第4代スタッフォード伯爵ジョン・ポール・スタッフォード＝ハワード（英語: John Paul Stafford-Howard, 4th Earl of Stafford、1700年6月26日 – 1762年4月1日）は、イングランド貴族。

## 生涯
ジョン・スタッフォード・ハワード（John Stafford-Howard、1714年11月11日没、初代スタッフォード子爵ウィリアム・ハワードの息子）と1人目の妻メアリー・サウスコット（Mary Southcott、サー・ジョン・サウスコットの娘）の息子として、1700年6月26日に生まれた。
1738年、エリザベス・メアリー・マイケル・ユウェンズ（Elizabeth Mary Michael Ewens、1709年頃 – 1783年1月16日、アブラハム・ユウェンズの娘）と結婚した。
1751年2月28日に兄ウィリアムの息子ウィリアム・マシアスが死去すると、スタッフォード伯爵の爵位を継承した。
1762年4月1日に死去、7日にウェストミンスター寺院に埋葬された。後継者がおらずスタッフォード伯爵位は断絶、剥奪されていたスタッフォード子爵への請求権も継承者がなくなり断絶した。一方、同じく剥奪されていたスタッフォード男爵への請求権は兄ウィリアムの娘3人が継承した。3人とも後継者のないまま1807年までに死去すると、請求権は第4代スタッフォード伯爵の姉メアリー（1765年4月26日没）とその夫フランシス・プラウデン（Francis Plowden）の子女に移った。そして、1824年6月17日に爵位剥奪の原因となった初代スタッフォード子爵ウィリアム・ハワード（第4代スタッフォード伯爵の父方の祖父）の私権剥奪が取り消されると、メアリーとフランシス・プラウデンの娘メアリー（1785年没）の息子ウィリアム（1736年 – 1809年）の息子ジョージ・ウィリアム（1771年 – 1851年）が第8代スタッフォード男爵になった。